# ミュージックブレイク
『ミュージックブレイク』は、テレビ東京で放送されているテレビ東京ミュージック製作の音楽番組である。字数の関係上、新聞のテレビ欄においては「歌」「歌謡」「ミュージック」「ブレイク」と表記されることが多い。

## 概要
週5日間の帯で放送されている深夜のミニ番組。毎回さまざまなミュージシャンたちのプロモーションビデオなどを放送している。
2010年11月に番組公式ブログが開設されたことにより、視聴者は各回での放送内容を事前に把握できるようになった（2025年時点では閉鎖。公式サイトで1週間の内容予告がされている）。
2019年7月からは月曜日に演歌・歌謡曲のMV（歌手のコメント付き）、火曜～金曜が1クール毎に変更されるさまざまな企画を放送するようになった。エンディングとしてMVが少し放送される。
2022年1月11日からは「ミュージックブレイク~iの流儀~」として放送開始。歌手の武藤彩未が毎週様々なアイドルグループをゲストにトークをするという内容。
同年2月25日放送回をもって武藤彩未がMCを卒業。3月1日放送回より、SKE48の青海ひな乃が新MCに就任した。
2025年時点では進行役は月変わり。月曜深夜のみMCなしで演歌・歌謡曲のミュージックビデオと歌手のコメントを紹介。火曜深夜から金曜深夜は楽曲情報とともに1日1本ミュージックビデオを紹介している。

## 2019年7月以降の火曜~金曜の放送内容
2019年6月までは月～金曜日まで同一曲を一部放送していた。

### Music Break(2019年7月2日～9月27日)
毎週数曲のリストの中から2曲ずつMVを放送。同時期のオールナイトミュージックで放送されていた楽曲が多く放送されていた。

### ハミジョ観察記(2019年10月1日~12月20日)
毎日1人の女性のアイドルなどが歯磨きをしている様子を楽曲とともに流していた。

### ライブ映像(2020年1月7日~3月)
あまり知名度のない、若手のアーティストなどのライブ映像を放送。オールナイトミュージックや本番組のCMで流れる曲はめずらしくほとんど放送されなかった。

### ミュージックブレイク~真夜中にバンもん!~(2020年3月31日~6月)
女性アイドルグループバンドじゃないもん!MAXX NAKAYOSHIが出演するミニバラエティー番組。

### ミュージックブレイク~NIPPON CALLING TV~(2020年6月30日~9月)
『ミュージックブレイク～NIPPON CALLING TV～』とし、2020年9月21日、22日に開催されるオンラインサーキットフェス「NIPPON CALLING 2020」にまつわる音楽情報、アーティストを紹介する音楽情報番組として期間限定リニューアル。NIPPON CALLING 2020 イメージガールの“やね”がMCに就任する。

### NIPPON CALLING　ライブダイジェスト(2020年10月)
上記のイベントの模様を一部放送。

### ミュージックブレイク〜Live！Livee！Liveee！TV〜(2020年11月~12月)
無観客生配信イベントLive!Livee!Liveee!に出演するバンドのインタビューやライブ当日などの様子を放送。

### ミュージックブレイク(2021年1月)
1日2曲ずつMVを放送。

### アーティストインタビュー(2021年2月~3月)
知名度の低い若手アーティストなどのインタビュー・楽曲披露などを放送。放送されるアーティストは1週間ごとに変わっていた。

### ミュージックブレイク~メシフェチ~(2021年3月30日~7月2日)
毎週1品の料理を調理する様子をASMR動画風にしたものを放送。

### ミュージックブレイク~TOKYO CALLING TV~(2021年7月6日~10月)
2021年9月に開催されたライブサーキットイベントTOKYO CALLINGとの連動番組。出演アーティストのライブの模様やインタビューなどを中心に放送。

### ミュージックブレイク~声優のひと息~(2021年10月5日~2022年1月7日)
毎回声優が一人出演。ひと息で自己紹介するコーナーとライトノベルのセリフを読むコーナーが放送された。

## 放送時間
いずれも日本標準時、2021年10月時点でのデータ。
1993年には一律3:45から放送されていた。途中から放送時間は午前3:45以外に、番組プログラム内容によって変更する場合がある。
- 火曜 3:50 - 3:55 （月曜深夜）
- 水曜 3:20 - 3:25 （火曜深夜）
- 木曜 4:00 - 4:05 （水曜深夜）
- 金曜 3:50 - 3:55 （木曜深夜）
- 土曜 3:45 - 3:50 （金曜深夜）

## 過去の出演者
- CALL - 僕に必要なもの
- capsule - music controller
- 山内麻里子 - フラチナハート
- 成田昭次 - ボクノスベテダッタノニ

## スタッフ
- イラスト：CLOUD ROVER[6]
- タイトルモーション：G2[6]
- ロケーション協力：スターラウンジ[6]
- ジングル：ユナイテッドモンモンサン[6]
- 音声：青野晋也[6]
- ディレクター：千田圭一、上田優加[6]
- AP：杉山美夏、菅野すみれ[6]
- 構成：三木要
- プロデューサー：田中裕子
- 総合演出：菅原隆文
- チーフプロデューサー：佐々木洋
- 製作：テレビ東京ミュージック